# Mariánská Hora
Mariánská Hora (německy Marienberg) je osada v Antonínovské vrchovině v Jizerských horách, která se nachází v katastru obce Albrechtice v Jizerských horách (Albrechtsdorf), okrese Jablonec nad Nisou. Tato osada, rozkládající se v nadmořské výšce 700 až 800 m n. m., leží mezi svahy Světlého vrchu (Lichtenberg) a Mariánské hory (Steinkoppe), nejvyšší hory Antonínovské vrchoviny (874 m).

## Historie osady
Mariánská Hora vznikla kolem roku 1702 jako dceřiná osada Albrechtic, které byly založeny rodem Des Fours v roce 1670. Název osady pochází od sošky Panny Marie, kterou podle pověsti nalezl místní zemědělec Bittner při orbě. Tato legenda položila základy duchovní tradici, která přetrvává dodnes.
V 19. století se sklářství stalo jedním z nejvýznamnějších odvětví v okolí Mariánské Hory. Sklářské hutě v nedalekém Antonínově a Albrechticích dodávaly surovinu do místních brusíren, kde se sklo precizně opracovávalo. Brusírny byly často umístěny v údolí Bílé Desné, kam se dělníci denně vydávali po známých Mariánských schodech.
Kromě sklářství byla na Mariánské Hoře rozšířena také výroba šindelů, tkalcovství a drobná kovovýroba. Dřevo z okolních lesů se využívalo nejen pro místní potřeby, ale také k výrobě uhlí, které se vyváželo do širšího regionu.
S postupující industrializací a změnami v hospodářství a odsunem původních obyvatel po druhé světové válce začala tradiční řemesla na Mariánské Hoře postupně zanikat. Po skončení války v roce 1945 došlo k zásadním demografickým změnám. Na základě Benešových dekretů byl nařízen odsun německého obyvatelstva z Československa. Tento proces se dotkl i Mariánské Hory, kde německá komunita tvořila značnou část populace. Odsun postihl většinu německých obyvatel, avšak aktivní antifašisté a někteří odborníci z místních textilek a skláren dostali možnost zůstat. 
Dnešní osada je již zejména rekreační oblastí, ale stopy po někdejších řemeslech lze stále nalézt v podobě zachovalých brusíren či mařkáren, historických staveb a příběhů, které se v místní komunitě předávají z generace na generaci.
Od poloviny 20. století začala osada měnit svou podobu díky chalupářům, kteří sem přicházeli z Prahy, Liberce, Semil, Nymburka, Brna a dalších míst. Postupně zde zvelebili staré horské chalupy po německých vyhnancích, čímž zachránili budovy a dodali nového ducha horské osadě. Některé chalupářské rodiny zde působí již více než 70 let, což dokládá silné propojení mezi lidmi a tímto výjimečným místem.

## Místní části Mariánské Hory
Osady Bábrloch (německy Waberloch) a Šeflek (německy Scheffelecke) jsou menší místní části v okolí Mariánské Hory. Bábrloch se nachází v blízkosti potoka, který protéká údolím stejného jména. Šeflek je situován v údolí potoka pramenícího pod vrcholem Mariánské hory, nedaleko pod Šeflekem se nacházejí zbytky bývalého lesního divadla s antickou scénou, provozovaného před druhou světovou válkou.
Tyto osady jsou příkladem tradičního osídlení v Jizerských horách, kde se lidé usazovali v blízkosti vodních toků, jež poskytovaly vodu pro domácnosti, zemědělství a řemeslnou výrobu. Dnes jsou Bábrloch a Šeflek vyhledávanými místy pro rekreaci díky své klidné poloze a zachovalé přírodě.

## Pamětihodnosti a zajímavosti

### Kaple Panny Marie
Jedním z nejvýznamnějších symbolů osady je Kaple Panny Marie. Kaple byla postavena v 18. století na místě, kde měl místní zemědělec při orbě nalézt dřevěnou sošku Panny Marie. Tento nález inspiroval místní obyvatele k vybudování kapličky, která se brzy stala cílem poutníků z okolí. Kaple sloužila nejen jako místo zbožnosti, ale i jako symbol ochrany a naděje pro místní obyvatele, kteří žili v drsných horských podmínkách.
V průběhu 20. století byla tradice poutí přerušena, ale od roku 1990, po sametové revoluci, byly poutě obnoveny. Bohužel, v roce 1994 byla kaplička vykradena a původní soška odcizena. Díky úsilí místní komunity a farníků byla kaple zrekonstruována a v roce 1995 byla nová soška Panny Marie znovu vysvěcena biskupem Josefem Kouklem.
Kaple Panny Marie je centrem každoročního procesí organizovaného Římskokatolickou farností Albrechtice v Jizerských horách. Procesí se koná obvykle v srpnu první sobotu po svátku Nanebevzetí Panny Marie a vychází od kostela sv. Františka z Pauly v Albrechticích. Trasa poutníků vede krásnou horskou krajinou k samotné kapli na Mariánské Hoře, kde se konají modlitby a mše.
Adresa místa zahájení procesí: Kostel sv. Františka z Pauly, Albrechtice v Jizerských horách.
Tato tradice přitahuje nejen místní věřící, ale také návštěvníky z širokého okolí, kteří přicházejí obdivovat duchovní význam a krásu tohoto místa.
Kaple Panny Marie je nejen duchovním, ale i společenským centrem osady. Představuje spojení historie, víry a přírody, které je pro Mariánskou Horu typické. Pro místní obyvatele a chalupáře je symbolem pospolitosti a kontinuity tradic, které přetrvávají i v moderní době.

### Lesní divadlo (Waldbühne)
Lesní divadlo na Mariánské Hoře, otevřené v červnu 1913, bylo významným kulturním centrem regionu. Jeho scéna, inspirovaná antickým stylem, přitahovala divadelní soubory a diváky z širokého okolí. Bohužel, ve druhé polovině 30. let 20. století provoz divadla ustal a po druhé světové válce, v důsledku vysídlení původního obyvatelstva, nebyla tradice obnovena. Dnes lze v údolí potoka pod vrcholem Mariánské hory nalézt zbytky tohoto divadla a pamětní desku, které připomínají jeho někdejší slávu

### Mariánské schody
Kamenné schody, které spojují osadu s údolím Bílé Desné. Schody, z nichž se dochovalo přibližně 350, slouží jako oblíbená turistická stezka.
Mariánské schody jsou historickou a technickou památkou v osadě Mariánská Hora. Tato jedinečná kamenná stezka, vedoucí strmým svahem do údolí Bílé Desné, vznikla v 19. století jako prostředek usnadnění každodenního života místních obyvatel.
Mariánské schody byly vybudovány místními obyvateli z praktické potřeby propojit osadu s průmyslovým údolím Bílé Desné, kde se nacházely brusírny skla, pily a další zařízení. Místní legenda praví, že schody byly budovány postupně – každý den vznikl jeden schod, až jich bylo celkem 365, což symbolizovalo kalendářní rok. Schody byly vytesány z místní žuly, což jim dodává pevnost a odolnost, která přetrvala staletí.
Díky těmto schodům mohli obyvatelé osady a dělníci snadněji překonávat prudké převýšení mezi Mariánskou Horou a údolím, čímž si výrazně usnadnili každodenní cestu do práce.
Mariánské schody jsou ukázkou jednoduchého, ale funkčního technického řešení. Schody byly vybudovány ručně, přičemž každý schod je zhotoven z nahrubo opracovaného kamene. Původní počet schodů byl 365, avšak do dnešních dnů se dochovalo přibližně 350. 
S Mariánskými schody se pojí i zvyk, že každý, kdo po nich projde, by měl na vrcholu nebo u paty schodů poděkovat za jejich stavbu a popřát si něco dobrého. 

### Křížová cesta Franze Linkeho
Na konci druhého desetiletí 19. století zřídil Franz Linke podél poutní cesty vedoucí z údolí Desné ke kapličce Panny Marie na Mariánské Hoře jednoduchou křížovou cestu. Tato křížová cesta byla tvořena prkennými kastlíky umístěnými na dřevěných sloupcích, do nichž byly vloženy kolorované rytiny tradičních výjevů z Kristova ukřižování. Na jejím konci stála primitivní kaplička z kamene a dřeva, která snad symbolizovala Boží hrob.
Křížová cesta se rychle stala duchovním místem, kde se scházeli poutníci nejen z Desné, ale i z širšího okolí. Každou neděli odpoledne se zde shromažďovali věřící k modlitbám a rozjímání. Význam křížové cesty a kapličky posilovala přítomnost schodů, které poutníci využívali k překonání strmého svahu. Schody byly nazývány „svaté schody“ právě díky jejich propojení s touto duchovní tradicí.

### Mariánskohorské boudy
Mariánskohorské boudy byly založeny v roce 1705 jako pastevecká enkláva v drsných podmínkách Jizerských hor. Původně sloužily jako sezónní obydlí pro horské pastýře, kteří zde chovali dobytek a vyráběli mléčné produkty. Typický způsob života zdejších obyvatel zahrnoval přizpůsobení se náročnému horskému prostředí, což se odráží i v architektuře a rozmístění bud.
V 19. století, s rozvojem průmyslu v podhůří Jizerských hor, se Mariánskohorské boudy postupně měnily z čistě hospodářské enklávy na osadu s trvalejším osídlením. Boudaři zde začali provozovat drobná řemesla a služby pro turisty, kteří do hor přicházeli za odpočinkem a krásami přírody.
Typickým rysem Mariánskohorských bud je tradiční horská architektura. Dřevěné roubené chalupy s kamennými základy a sedlovými střechami byly stavěny tak, aby odolávaly drsnému horskému klimatu. Každá bouda měla své specifické uspořádání, které odpovídalo potřebám sezónního pastevectví a později trvalého bydlení. Některé stavby byly upraveny pro skladování sena a krmiva, jiné sloužily k ubytování rodin a zvířat.
Život v Mariánskohorských boudách byl po staletí spojen s úzkým vztahem k přírodě. Obyvatelé museli čelit náročným zimám, těžké práci a izolaci, což formovalo jejich komunitního ducha a soběstačnost.
Mariánskohorské boudy jsou také významným bodem na mapě cykloturistiky a pěších tras v Jizerských horách. Okolní krajina nabízí nepřeberné množství příležitostí k objevování přírodních krás, včetně nedaleké protržené přehrady a rozhledny na Světlém vrchu.

### Protržená přehrada
Tragédie z roku 1916, kdy se protrhla hráz přehrady na řece Bílé Desné, si vyžádala 65 obětí. Zbytky přehrady dnes připomíná naučná stezka.
Protržená přehrada na řece Bílé Desné je technickou památkou a smutným mementem jedné z největších stavebních katastrof v české historii. Nachází se v osadě Mariánská Hora, nedaleko Mariánskohorských bud, v katastru obce Albrechtice v Jizerských horách. Přehrada byla postavena v roce 1915 jako součást protipovodňového systému, avšak již v následujícím roce, 18. září 1916, došlo k jejímu tragickému protržení.
Přehrada byla vybudována v rámci opatření na ochranu před povodněmi, které v minulosti ničivě zasahovaly údolí Bílé a Černé Desné. Stavba přehrady začala v roce 1912 a byla dokončena o tři roky později. Konstrukce měla 14 metrů vysokou a 200 metrů dlouhou hráz, která dokázala pojmout téměř 400 000 m³ vody. Přestože šlo o moderní projekt, technické nedostatky a nevhodné konstrukční metody vedly k osudové katastrofě.

### Katastrofa z 18. září 1916
V pondělí 18. září 1916, krátce po 15:30, se hráz přehrady protrhla a uvolněná masa vody se v několika minutách přehnala údolím Bílé Desné. Tragédie si vyžádala 65 obětí na životech, způsobila rozsáhlé materiální škody a zničila mnoho domů, mostů a komunikací. Tlak vody byl tak silný, že levé křídlo šoupátkové komory bylo proudem odneseno o několik desítek metrů dále do lesa, kde leží dodnes.
Katastrofa vyvolala rozsáhlou kritiku použitých konstrukčních metod a na dlouhou dobu zastavila stavby sypaných hrází ve světě. Zkušenosti z této tragédie vedly k přísnějším pravidlům při výstavbě vodních děl.
Protržená přehrada nebyla nikdy obnovena. Dodnes jsou na místě viditelné zbytky původní hráze, šoupátková věž a podzemní štola, která sloužila k odvádění vody do sousední nádrže Souš. Přepadová kaskáda, trosky hráze a dalších konstrukcí jsou dnes mlčenlivými svědky této tragické události. Zbytky hráze byly v roce 1996, při příležitosti 80. výročí katastrofy, prohlášeny za kulturní památku.
Okolo přehrady vede naučná stezka Protržená přehrada, která návštěvníky na šesti zastaveních informuje o historii a technických detailech této stavby. Na informačních tabulích nechybí ani historické fotografie a příběhy obětí. Stezka je dlouhá přibližně 1 km a začíná u silnice vedoucí kolem nádrže Souš.

### Rozhledna Světlý vrch
Moderní rozhledna otevřená v roce 2019 poskytuje panoramatické výhledy na Jizerské hory, Krkonoše i Český ráj. Je snadno dostupná po značených turistických trasách.
Rozhledna na Světlém vrchu je jednou z nejnovějších a nejatraktivnějších turistických staveb v Jizerských horách. Nachází se na stejnojmenném vrcholu v nadmořské výšce 770 m n. m., v blízkosti osady Mariánská Hora a obce Albrechtice v Jizerských horách. Tato moderní rozhledna, otevřená v roce 2019, nabízí návštěvníkům jedinečné výhledy na okolní krajinu a představuje harmonické spojení přírodních materiálů a moderní architektury.
Rozhledna má čtyřbokou konstrukci zhotovenou ze smrkového dřeva, která je pevně ukotvena na betonových základech. Se svou výškou 21 metrů poskytuje dostatečný rozhled, aniž by příliš narušovala krajinný ráz. Na vrchol rozhledny vede 102 schodů, které návštěvníky postupně přivádějí k vyhlídkové plošině. Z plošiny se naskýtá 360° panoramatický výhled na Jizerské hory, Krkonoše, Český ráj a při dobré viditelnosti dokonce i na Lužické hory.
Rozhledna Světlý vrch se od svého otevření stala oblíbeným cílem turistů, kteří hledají kombinaci aktivního odpočinku a přírodních krás. Je ideálním místem pro krátký výlet nebo jako zastávka během delší túry po Jizerských horách. Díky své dostupnosti a moderní konstrukci je rozhledna vhodná i pro rodiny s dětmi. Jen v prvním roce po otevření ji navštívilo přes 50 000 návštěvníků. Mezi místními je oblíbeným místem pro pozorování východu a západu slunce.
Rozhledna Světlý vrch nabízí návštěvníkům jedinečnou příležitost užít si nádherné výhledy, klid přírody a svěží horský vzduch. Její poloha a snadná dostupnost ji činí jedním z nejlepších míst v Jizerských horách pro relaxaci, fotografování nebo piknik s výhledem na českou krajinu.

### Schillerova pamětní deska
Schillerova pamětní deska, zasazená do skály v blízkosti osady Mariánská Hora, je významnou kulturní památkou připomínající slavného německého básníka a dramatika Friedricha Schillera (1759–1805). Deska byla instalována v roce 1905, u příležitosti 100. výročí Schillerova úmrtí, a zůstává symbolem kulturního propojení regionu se sudetoněmeckým obyvatelstvem, které zde po staletí žilo.
Schillerova pamětní deska je více než jen připomínkou slavného básníka. Představuje symbol kulturního propojení mezi německou a českou historií v regionu Jizerských hor. Je také dokladem toho, jak kulturní dědictví dokáže překonat historické události a zůstat součástí společné identity.
Po druhé světové válce, kdy bylo německé obyvatelstvo z regionu vysídleno, byla deska postupně zanedbávána a místo ztratilo svůj význam. Vlivem času a povětrnostních podmínek došlo k poškození desky i okolního terénu. Díky místním nadšencům a kulturním organizacím byla deska v roce 2005, při příležitosti 200. výročí Schillerova úmrtí, znovu obnovena.
V roce 2019 bylo rozhodnuto, že pamětní deska bude přemístěna na dostupnější místo, aby byla atraktivnější pro turisty. Nová lokalita se nachází v blízkosti značených turistických tras, což usnadňuje přístup. Kromě toho byla vytvořena upravená stezka, která umožňuje pohodlnější cestu k desce a návštěvníci se při ní mohou kochat krásami okolní přírody Jizerských hor.
Původní skála, na níž deska spočívala, zůstává zachována jako historické místo. Návštěvníci tak mají možnost projít si nejen nový přístup, ale i navštívit původní lokaci, kde byla deska po více než sto let symbolem kulturní identity regionu.
Schiller Jizerské hory, Lužické hory ani Ještědský hřbet nikdy nenavštívil, na rozdíl od Prahy, Chebu, Karlových Varů a Duchcova, kde ho přijal hrabě Valdštejn a Casanova mu tam byl průvodcem, přesto zde má množství podobných pomníčků, které vzdávaly hold oblíbenému autoru zdejších německy mluvících obyvatel.

## Obyvatelstvo
| Rok            | 1869  | 1880 | 1890 | 1900 | 1910 | 1921 | 1930 | 1950 | 1961 | 1970 | 1980 | 1991 | 2001 | 2011 | 2021 |
| -------------- | ----- | ---- | ---- | ---- | ---- | ---- | ---- | ---- | ---- | ---- | ---- | ---- | ---- | ---- | ---- |
| Počet obyvatel | 1 079 | 617  | 646  | 654  | 624  | 504  | 475  | 123  | 105  | 30   | 20   | 11   | 22   | 42   | 37   |
| Počet domů     | 146   | 105  | 120  | 119  | 116  | 116  | 119  | 122  | 122  | 16   | 10   | 14   | 18   | 33   | 37   |

## Galerie

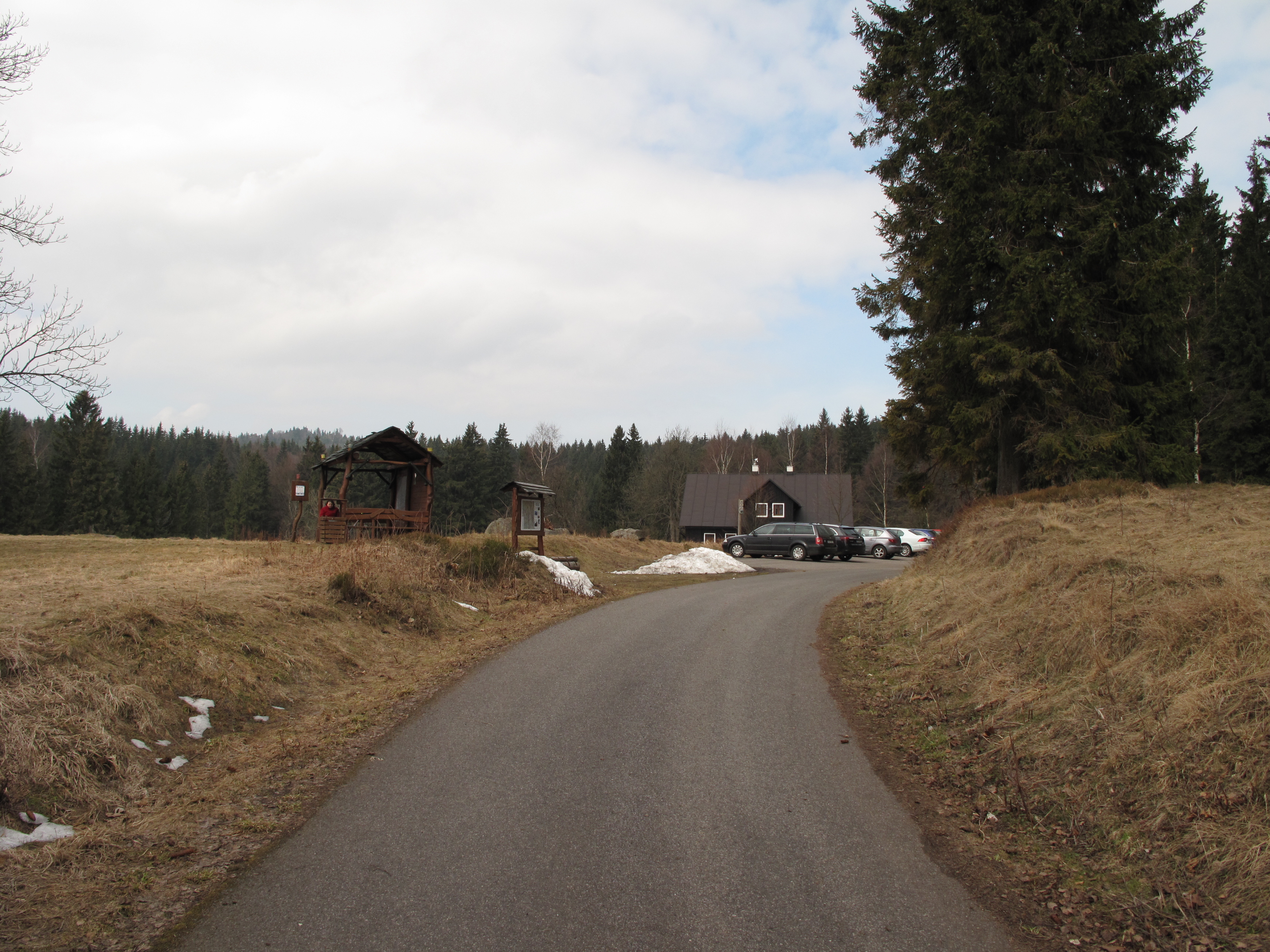
Cesta
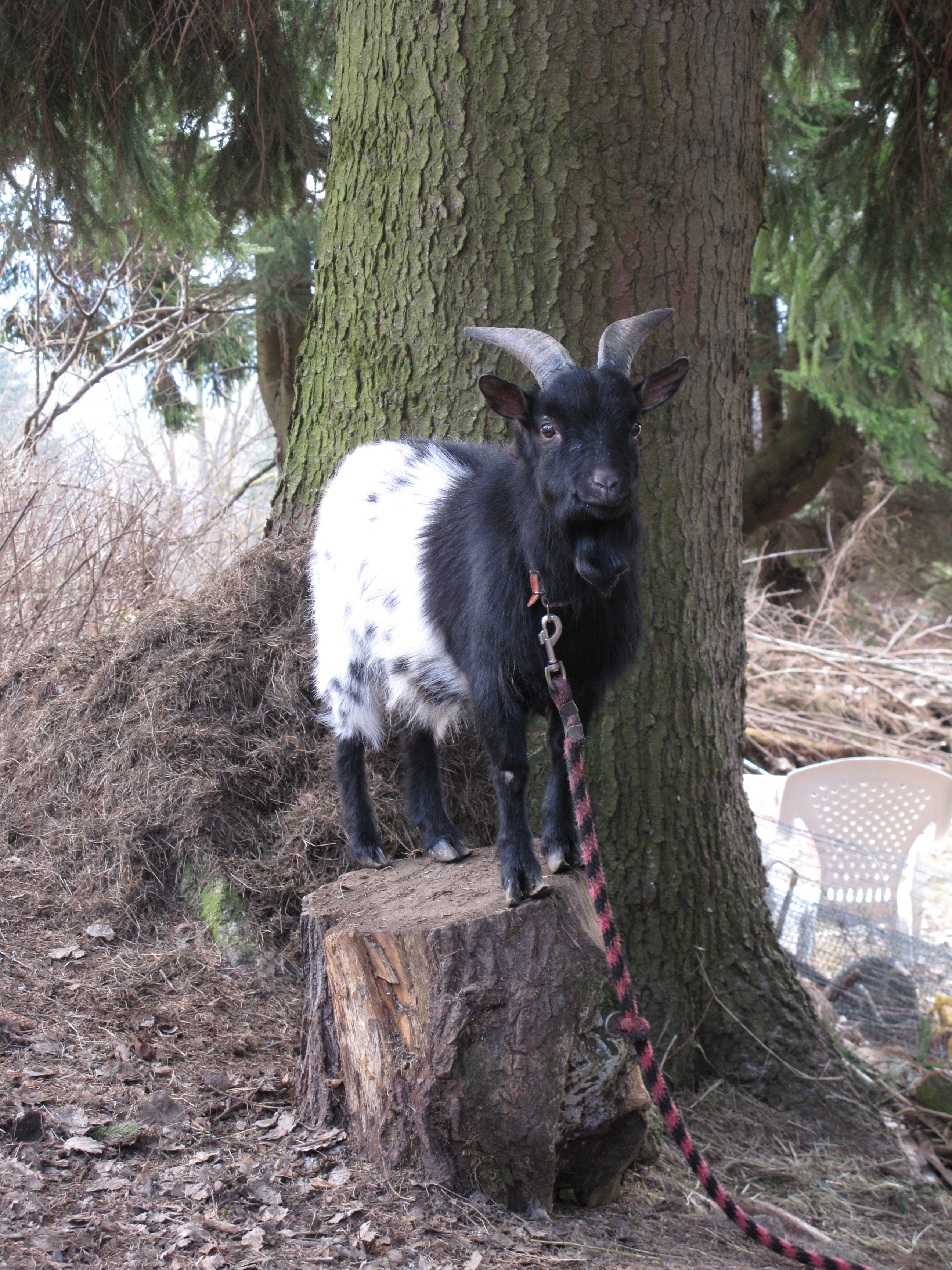
Koza
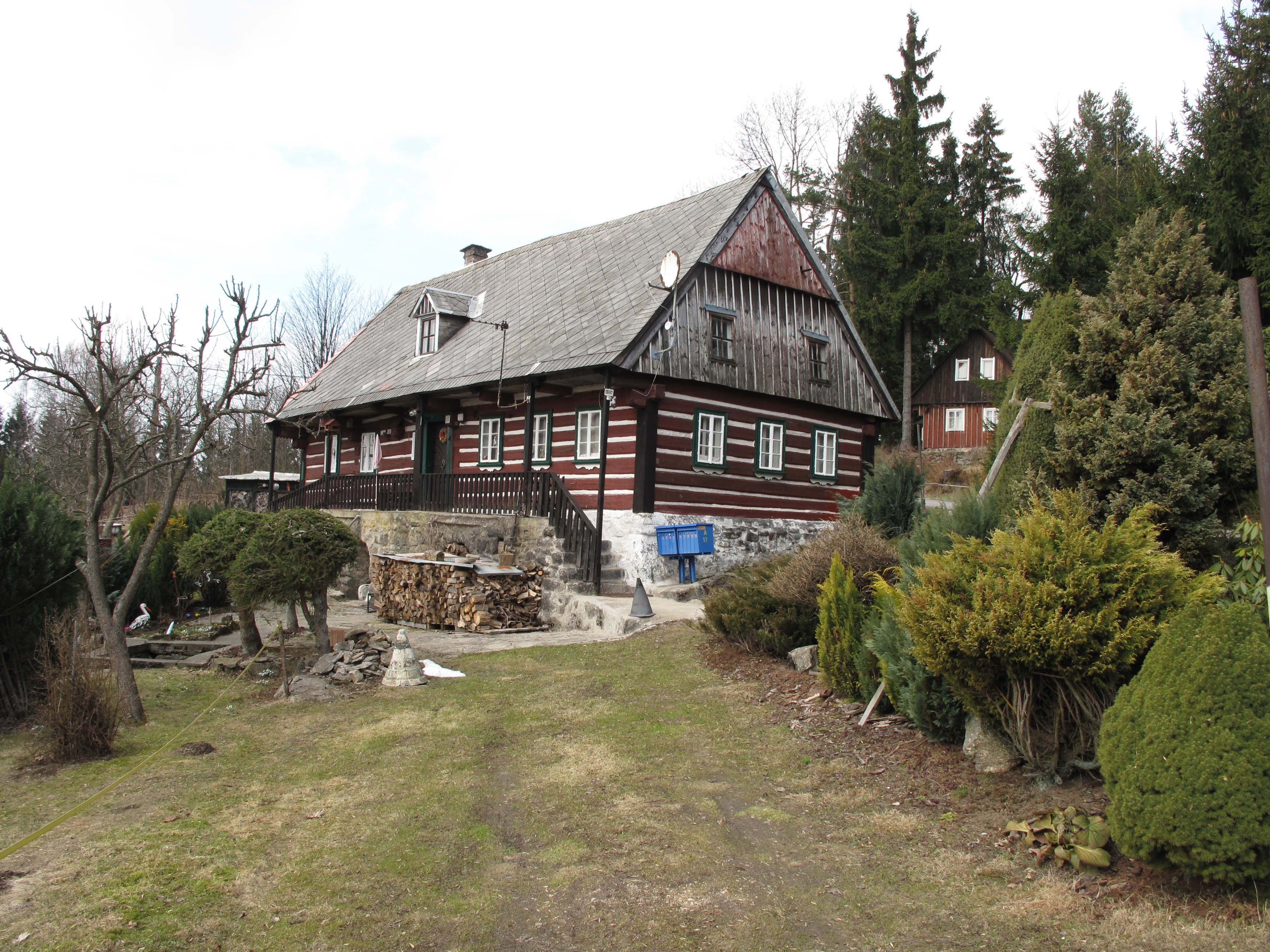
Roubenka